# La Manouba (délégation)
La Manouba est une délégation tunisienne dépendant du gouvernorat de la Manouba.
| Hommes | Classe d’âge | Femmes |
| ------ | ------------ | ------ |
| 1 184  | 75 ou +      | 1 450  |
| 4 685  | 60-74 ans    | 5 014  |
| 5 967  | 45-59 ans    | 6 244  |
| 6 821  | 30-44 ans    | 7 568  |
| 6 160  | 15-29 ans    | 6 282  |
| 6 026  | 0-14 ans     | 5 544  |